# نورمان أوكونور
نورمان أوكونور (بالإنجليزية: Norman O'Connor)‏ هو عازف جاز أمريكي، ولد في 20 نوفمبر 1921، وتوفي في 29 يونيو 2003.